# Willem Lodewijk Adolf Gericke
Willem Lodewijk Adolf Gericke (* 10. Juli 1836 in Vorden, Provinz Gelderland; † 31. Dezember 1914 in Den Haag) war ein niederländischer Seeoffizier und konservativer Politiker, der unter anderem zwischen 1885 und 1887 dritter Marineminister im Kabinett Heemskerk Azn. war. Er trat zurück, nachdem seine Pläne zur Flottenerweiterung abgelehnt worden waren. Nach seiner Amtszeit bewarb er sich für die Konservativen erfolglos für ein Mandat in der Zweiten Kammer der Generalstaaten. Ihm wurde 1891 der Titularrang eines Vizeadmirals verliehen. 

## Leben
Willem Lodewijk Adolf Gericke absolvierte eine Ausbildung zum Seeoffizier und nahm Teilnahme an Militäroperationen auf Borneo (1857) sowie 1859 im Sultanat Jambi teil. Als Kapitän zur See (Kapitein-ter-zee) war er zwischen dem 1. April 1880 und dem 5. August 1885 Inspektor der Marineartillerie (Inspecteur van de artillerie der Marine).
Nach dem Rücktritt von Willem Frederik van Erp Taalman Kip übernahm Gericke am 5. August 1885  im Kabinett Heemskerk Azn. selbst den Posten als Marineminister (Minister van Marine). Nachdem seine Pläne zur Flottenerweiterung und zum Bau neuer Schiffe in der Zweiten Kammer der Generalstaaten auf Widerstand gestoßen waren, verabschiedete die Zweite Kammer am 18. Dezember 1886 eine vom Abgeordneten Hendrik Goeman Borgesius beantragte Änderung mit 30 zu 26 Stimmen, wodurch der betreffende Posten aus dem Budget der Marine gestrichen wurde. Daraufhin trat er am 26. Januar 1897 zurück, woraufhin Frederik Cornelis Tromp seine Nachfolge antrat.
Nach seinem Ausscheiden aus der Regierung wurde ihm im Februar 1887 Titularrang eines Konteradmirals (schout-bij-nacht titulair) verliehen. Bei der Wahl am 6. März 1888 bewarb er sich für die Konservativen im Wahlkreis Den Haag für ein Mandat in der Zweiten Kammer der Generalstaaten, erhielt jedoch nur wenige Stimmen. 1891 wurde ihm auch der Titularrang eines Vizeadmirals (Vice-admiraal titulair) verliehen. Er war zwischen 1892 und 1901 Mitglied des Vorstandes des Niederländischen Roten Kreuzes (Nederlandse Rode Kruis) und wurde zudem 1895 Verwaltungsdirektor  des Witwen- und Waisenfonds der Offiziere der niederländischen Marine (Weduwen- en weezenfonds der militaire officieren bij’s Rijks zeemacht).